# ووستر ريد وارنر
ووستر ريد وارنر (بالإنجليزية: Worcester Reed Warner)‏ (و. 1846 – 1929 م) هو عالم فلك، ومهندس من الولايات المتحدة الأمريكية . ولد في كومينغتون .
توفي في أيسناخ، عن عمر يناهز 83 عاماً.